# Barbarzyńska nimfomanka w piekle dinozaurów
Barbarzyńska nimfomanka w piekle dinozaurów (ang. A Nymphoid Barbarian in Dinosaur Hell) – amerykański film pełnometrażowy z 1990 roku. Za jego dystrybucję odpowiadała wytwórnia filmowa Troma.

## Fabuła
Film opowiada o wydarzeniach po katastrofie nuklearnej, wskutek której zginęło wielu ludzi oraz odrodziły się dinozaury. Główną bohaterką filmu jest Lea, ostatnia kobieta na Ziemi. Musi ona stawić czoło nie tylko dinozaurom, ale także niebezpiecznym mutantom i samym ludziom. Ma ona jednak sprzymierzeńca.